# Julia Cagé
Julia Cagé, née le 17 février 1984 à Metz (Moselle), est une enseignante-chercheuse et économiste française.
Professeure permanente en économie à l'Institut d'études politiques de Paris, elle est spécialiste d'économie politique et d'histoire économique. Publiquement engagée à gauche, elle travaille en particulier sur l'économie des médias et le financement de la démocratie.
Elle est récipiendaire du prix du meilleur jeune économiste de France en 2023 et du prix Yrjö-Jahnsson en 2025.

## Biographie

### Famille
Julia Cagé est la fille d'un cadre supérieur et d'une mère au foyer. Elle a une sœur jumelle, Agathe Cagé, haute fonctionaire et ancienne élève de l'École nationale d'administration, et une sœur aînée, chef d'entreprise.

### Formation
Après des classes préparatoires B/L au lycée Thiers à Marseille, elle intègre en 2005, avec sa sœur jumelle, l’École normale supérieure. Elle obtient une licence en économétrie à l'université Panthéon-Sorbonne en 2006 et un master « Analyse et politique économiques » à l'École d'économie de Paris en 2008.
En 2013, elle soutient une thèse de doctorat en analyse et politique économiques à l'École des hautes études en sciences sociales, rédigée sous la direction de Daniel Cohen. Jean Tirole siège dans son jury de thèse. L'année suivante, elle défend son doctorat à l'université Harvard sous la direction d'Alberto Alesina, Nathan Nunn et Andrei Shleifer. Les thèses de doctorat défendues à l'EHESS et à Harvard sont les mêmes.

### Carrière universitaire
De juillet 2014 à 2021, elle est maîtresse de conférences en économie à l'Institut d'études politiques de Paris,. Elle est nommée professeure d'économie à partir de 2021.
Chercheuse associée au Centre for Economic Policy Research (CEPR), elle est aussi codirectrice de l'axe « Évaluation de la démocratie » du Laboratoire interdisciplinaire d'évaluation des politiques publiques,. Le 31 mars 2025, elle reçoit pour ses travaux sur l'économie politique le prix Yrjö-Jahnsson.

### Autres activités
À l'École normale supérieure, repérées par Daniel Cohen, les sœurs Cagé intègrent la fondation Jean-Jaurès et le  think tank Terra Nova. Julia Cagé devient alors une invitée régulière de France 24. Elles créent à leur tour un think tank, Cartes sur tables, en 2008,.
Julia Cagé est membre du conseil d'administration de l'Agence France-Presse depuis novembre 2015. Elle a été membre de la Commission économique de la nation à la Direction générale du Trésor.
Elle écrit des chroniques dans Alternatives économiques et sur France Culture, ainsi que pour l'émission Le Monde d'après sur France 3.
En janvier 2020, elle est nommée présidente de la Société des lecteurs (SDL) du Monde et devient la première femme de l'histoire de la SDL à être élue à la fonction.

#### Association Un bout du Monde
En juillet 2020, elle lance, avec la SDL et le pôle d'indépendance du Monde, l'association Un bout du Monde « pour la reconquête citoyenne de l'actionnariat des médias d'information », dont elle devient présidente. Elle fixe comme objectif de permettre aux salariés, aux journalistes et aux lecteurs de devenir les garants de l'indépendance des médias au cours des mois et des années à venir.

### Vie privée
Julia Cagé est, depuis 2014, mariée à l'économiste Thomas Piketty.

## Engagements
Engagée à gauche, Julia Cagé signe un appel d'économistes en soutien au candidat François Hollande lors de la campagne présidentielle de 2012, en raison de « la pertinence des options [proposées], en particulier pour ce qui concerne la reprise de la croissance et de l'emploi. »
En janvier 2016, dans la perspective de l'élection présidentielle de 2017, elle est l'un des onze initiateurs de l'appel « Notre primaire » pour une primaire à gauche,.
En 2017, après la victoire de Benoît Hamon à la primaire, elle devient responsable du pôle « économie » pour sa campagne présidentielle. Benoît Hamon lui confie une mission sur la mise en place du revenu universel d'existence (RUE). Son coût est estimé « à 45 milliards "maximum", financés par la fusion de la taxe foncière et de l'impôt sur la fortune et un transfert de richesses venant du CICE et du pacte de responsabilité, probablement à hauteur de 20 milliards d'euros. » Le quotidien économique La Tribune conteste le fondement de ce projet de réforme.
En 2024, Julia Cagé déclare à Politico avoir été approchée par le Nouveau Front populaire pour être candidate aux élections législatives, proposition que, finalement, elle avait déclinée.

## Ouvrages

### Le Prix de la démocratie
Dans cet ouvrage publié en septembre 2018, elle interroge l'épuisement démocratique et le poids des intérêts privés dans le financement de la vie politique et ses conséquences. L'ouvrage reçoit un prix de l'association Anticor en 2019,.

### Sauver les médias
Dans ce livre publié en février 2015, et sous-titré Capitalisme, financement participatif et démocratie, elle propose notamment un nouveau modèle pour organiser les médias, la « société de média à but non lucratif » (ou « fondaction »), intermédiaire entre la fondation et la société par actions classique. L'objectif est de permettre un partage et un renouvellement démocratique du pouvoir et des financements. Les lecteurs, journalistes et autres financeurs participatifs verraient leur apport en capital reconnu par des droits de vote majorés, alors que ceux des plus gros actionnaires seraient minorés. Les médias bénéficieraient ainsi de la réduction fiscale ouverte aux dons, ce qui permettrait, selon Julia Cagé, de remplacer le système souvent opaque et inefficace d'aides à la presse par un soutien « neutre, transparent et citoyen ». Selon Éric Fottorino, ce modèle peut difficilement fonctionner pour des médias de grande taille, qui ne peuvent pas se passer de gros actionnaires de référence.
Ce livre s'appuie notamment sur une analyse de l'évolution historique des médias et de leur mode de gouvernance et de financements en Europe et aux États-Unis depuis le début du XXe siècle, ainsi que sur des travaux précédemment menés sur l'impact d'une concurrence parfois excessive entre supports médiatiques sur l'émiettement des rédactions, en prenant l'exemple de la presse quotidienne régionale en France depuis 1945.

### L'information est un bien public
Cet ouvrage, écrit avec Benoît Huet et publié en février 2021, est consacré au financement des médias, à leur modèle de gouvernance et de propriété. Elle y propose une « loi de démocratisation de l'information » qui permettrait notamment l'ouverture des instances de direction aux salariés et la mise en place de droit d'agrément pour les nouveaux actionnaires.
Dans la continuité de ses ouvrages précédents, ce livre s'inspire notamment sur le transfert du quotidien Libération à une société à but non lucratif par son actionnaire en 2020.

## Publications
- 2015 : Sauver les médias : capitalisme, financement participatif et démocratie, Paris, Le Seuil, coll. « La République des idées »  (ISBN 978-2-02-121955-5) Prix spécial du jury 2016 des Assises du journalisme[41],[42],[43].
- 2018 : Le Prix de la démocratie, Paris, Fayard Prix Pétrarque de l’essai France Culture-Le Monde[44].
- 2020 : Libres et égaux en voix, Paris, Fayard
- 2022 : Pour une télé libre. Contre Bolloré, Paris, Le Seuil

### En collaboration
- 2010 : Microéconomie, Philippe Aghion, Julia Cagé, François Denis... [et al.], Paris, Pearson education  (ISBN 978-2-7440-7457-8)
- 2012 : Repenser l'action publique, avec Ismaël Emelien, dir. de la publication, Paris, Fondation Jean-Jaurès  (ISBN 978-2-36244-044-1)
- 2017 : L'Information à tout prix, avec Nicolas Hervé et Marie-Luce Viaud, Paris, Institut national de l'audiovisuel
- 2021 : L'information est un bien public : Refonder la propriété des médias, avec Benoît Huet, Paris, Seuil
- 2023 : Une histoire du conflit politique : Élections et inégalités sociales en France (1789-2022) écrit avec Thomas Piketty, Éditions du Seuil[45]

## Filmographie
- 2025 : Personne n'y comprend rien de Yannick Kergoat : une des interviewées[46]

### Radio
- « La droite et la gauche», France Culture, Répliques par Alain Finkielkraut, avec  Laetitia Strauch-Bonart, le 8 mars 2025.